# Frank van Hattum
Francesco van Hattum (New Plymouth, 1958. november 17. – ) új-zélandi válogatott labdarúgókapus.

## Pályafutása

### Klubcsapatban
1975-ben a Moturoában kezdte a pályafutását. 1976 és 1982 között a Manurewa játékosa volt. 1983-ban a Christchurch United, 1984-ben a Papatoetoe csapatában játszott. 1985 és 1986 között az Auckland University, 1987 és 1988 között a Mount Maunganui együttesét erősítette. 1989-ben a Manurewában szerepelt.

### A válogatottban
1980 és 1986 között 28 alkalommal szerepelt az új-zélandi válogatottban. 1980. február 21-én mutatkozott be egy Fidzsi-szigetek elleni 2–0-ás győzelem alkalmával. Tagja volt az 1980-ban OFC-nemzetek kupáját nyerő válogatott keretének. Részt vett az 1982-es világbajnokságon, ahol a válogatott első számú kapusa volt, annak ellenére, hogy a selejtezőket Richard Wilson védte végig. 

## Sikerei, díjai
Új-Zéland
- OFC-nemzetek kupája győztes (1): 1980